# 斯維塔島
斯維塔島是蘇格蘭的島嶼，位於弗洛塔島以南的大西洋海域，屬於奧克尼群島的一部分，長1.4公里、寬0.58公里，面積0.41平方公里，最高點海拔高度28米，島上無人居住。
58°47′50″N 3°06′02″W / 58.79734°N 3.10054°W